# Protesterna den 15 oktober 2011
Protesterna den 15 oktober 2011 (engelska: 15 October 2011 global protests) bestod av ett antal större och mindre demonstrationer runt om i världen, dock mestadels i USA och Europa, mot växande ekonomiska klyftor, storföretagens makt och bristande demokrati, vilka var inspirerade av tidens stora proteströrelser, såsom den Arabiska våren, spanska "Indignants" och Occupy-rörelsen. Demonstrationer arrangerades i 950 städer i 82 länder, varav den största ägde rum i Madrid med en halv miljon demonstranter och den näst största i Barcelona med omkring 400.000 medverkande.